# Walgreens Charity Classic
De Walgreens Charity Classic is een golftoernooi van de Legends Tour. Het toernooi vindt telkens plaats op de Grandview Golf Course in Sun City West, Arizona. Het wordt gespeeld in een strokeplay-formule met twee speelronden.

## Winnaressen
| Jaar | Winnares             | Score | Score | Info                                     |
| ---- | -------------------- | ----- | ----- | ---------------------------------------- |
| 2012 | Rosie Jones          | 139   | –5    | [ 1 ] [ 2 ]                              |
| 2013 | Michele Redman       | 139   | –5    | [ 3 ] [ 4 ]                              |
| 2014 | Liselotte Neumann po | 137   | –7    | Won de play-off van Danielle Ammaccapane |
| 2015 | Kris Tschetter po    | 138   | –6    | Won de play-off van Juli Inkster         |

| Toernooirecord |  | po = winnares na play-off |  | R = Rookie of seizoensdebuut |